# Michael Mondesir

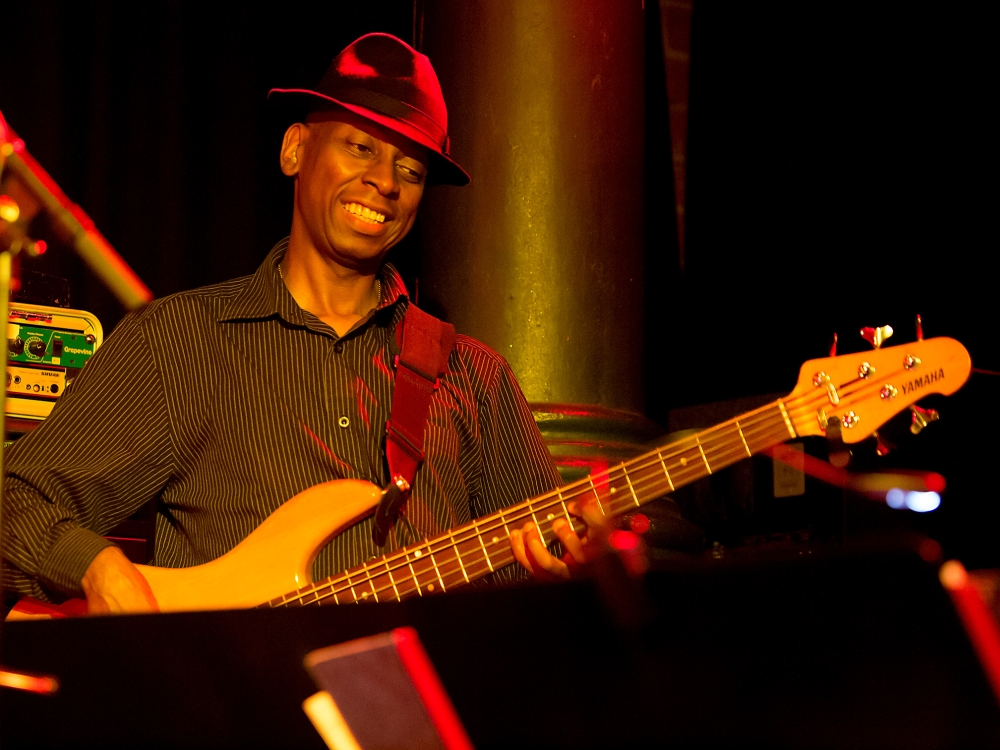
Michael Mondesir im Jazzclub Unterfahrt (München 2012)

Michael Mondesir (* 6. Februar 1966 in London) ist ein  britischer Jazz-Bassgitarrist und Komponist.
Mondesir, der Bruder des Schlagzeugers Mark Mondesir, begann ein Schlagzeug-Studium und wechselte dann mit 16 Jahren zur Bassgitarre. Wie sein Bruder größtenteils Autodidakt, spielte er mit diesem Fusion-orientierte Musik in einem Trio namens EMJIEM (mit dem Gitarristen Hawi Gondwe). Danach besuchte er wie sein Bruder die von Ian Carr organisierten Wochenend-Jazzworkshops in Nord-London und begann ab Ende der 1980er Jahre mit Jazzmusikern wie den Saxophonisten Courtney Pine, Iain Ballamy und Steve Williamson, mit Django Bates (in „Human Chain“), Billy Cobham, Jeff Beck, John McLaughlin, Annette Peacock und dem Pianisten Jason Rebello zu spielen.
Er lehrt u. a. an der Royal Academy of Music und am Rhythmic Conservatory in Kopenhagen.